# Waleri Wladimirowitsch Kulikow

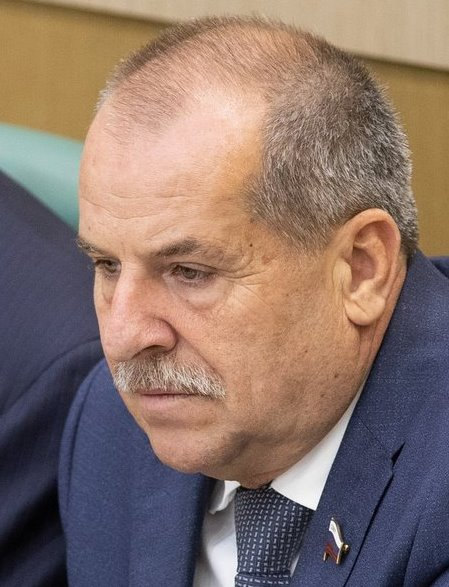
Waleri Kulikow (2018)

Waleri Wladimirowitsch Kulikow (russisch Валерий Владимирович Куликов, ukrainisch Валерій Володимирович Куліков Walerij Wolodymyrowytsch Kulikow; * 1. September 1956 in Saporischschja, Ukrainische SSR) ist ein russischer Vizeadmiral und Politiker.

## Militär
Von 1974 bis 1975 leistete er seinen Militärdienst bei den Grenztruppen des Transkaukasischen Militärbezirks. Nach Abschluss der Höheren Schwarzmeermarineschule P. S. Nachimow wurde er 1980 zur Schwarzmeerflotte versetzt. Dort wurde er bis 1986 auf verschiedenen Schiffen eingesetzt. Von 1986 bis 1987 absolvierte er die Höheren Sonderoffiziersklassen des Lenin-Ordens der Marine in Leningrad. Anschließend war er bis 1991 stellvertretender Kommandant und Kommandant der Bessawetnyj.
Von 1991 bis 1994 besuchte er die Seekriegsakademie N. G. Kusnezow. Kulikow war von 1994 bis 1996 stellvertretender Kommandant der Moskwa, die damals noch Slawa hieß. Von 1996 bis 1998 war er Kommandant der Admiral Golowko, von 1998 bis 1999 Kommandant der Moskwa und von 1999 bis 2006 Kommandeur einer Brigade von Landungsschiffen der Schwarzmeerflotte.
Im Jahr 2006 wurde Kulikow zum Konteradmiral ernannt. Von 2006 bis 2009 leitete er die Kampfausbildungsabteilung der Schwarzmeerflotte, von 2009 bis 2010 die der Baltischen Flotte und von 2010 bis 2013 die der russischen Marine. Außerdem war er von Februar bis September 2010 kommissarisch Kommandeur der Kaspischen Flottille.
Im Juni 2013 wurde Kulikow zum stellvertretenden Befehlshaber der Schwarzmeerflotte ernannt. Am 5. Mai 2014 wurde er zum Vizeadmiral befördert. Am 26. September 2017 entließ ihn Präsident Wladimir Putin vom Posten des stellvertretenden Befehlshabers der Schwarzmeerflotte und aus dem Militärdienst.

## Politik
Am 19. September 2017 wurde Kulikow zum Abgeordneten des Föderationsrats für die Exekutive von Sewastopol ernannt. Bei einer Nachwahl am 13. September 2020 wurde er im Wahlkreis 2 als Kandidat von Einiges Russland zum Abgeordneten der Legislativversammlung der Stadt Sewastopol gewählt. Am 23. September 2020 schied er aus dem Föderationsrat aus.
Kulikow steht auf diversen Sanktionslisten.

## Auszeichnungen
- Orden „Für den Dienst am Vaterland in den Streitkräften der UdSSR“ III. Klasse (1989)[2]
- Orden für Militärische Verdienste (1998)[2]
- Medaille des Ordens „Für Verdienste um das Vaterland“ II. Klasse (2014)[2]